# Trail Street
Trail Street é um filme estadunidense de 1947, do gênero faroeste, dirigido por Ray Enright e estrelado por Randolph Scott e Robert Ryan.

## A produção
O filme é um faroeste tradicional, com as velhas rixas entre criadores de gado e agricultores. Gabby Hayes, como sempre, proporciona os momentos de comicidade, com histórias como a dos enormes gafanhotos do Texas, cujos dentes são capazes de cortar até arame farpado...
O personagem de Scott, apesar de chamar-se Bat Masterson, não tem nada a ver com a figura histórica que realmente viveu no Oeste Selvagem.
Apesar de não trazer nada de novo, Trail Street foi um dos grandes sucessos da RKO no ano, com lucros de 365 000 dólares, em valores da época.

## Sinopse
Rancheiros chamam o delegado federal Bat Masterson para ajudá-los a combater os pecuaristas, que não respeitam a lei, bebem muito e cujas manadas destroem suas plantações ao passar por suas terras. No fim, ambos os lados se enfrentam em uma batalha campal e a paz é restabelecida.

## Elenco
| Ator/Atriz           | Personagem           |
| -------------------- | -------------------- |
| Randolph Scott       | Bat Masterson        |
| Robert Ryan          | Allen Harper         |
| Anne Jeffreys        | Ruby Stone           |
| George 'Gabby' Hayes | Delegado Billy Burns |
| Madge Meredith       | Susan Pritchard      |
| Steve Brodie         | Logan Maury          |
| Billy House          | Carmody              |
| Virginia Sale        | Hannah Weeks         |
| Harry Woods          | Lance Larkin         |
| Phil Warren          | Slim                 |
| Harry Harvey         | Prefeito             |
| Jason Robards Sr.    | Jason                |